# Chester South and Eddisbury
 (mai 2025).
Si vous disposez d'ouvrages ou d'articles de référence ou si vous connaissez des sites web de qualité traitant du thème abordé ici, merci de compléter l'article en donnant les références utiles à sa vérifiabilité et en les liant à la section « Notes et références ».
Circonscription parlementaire de la Chambre des communes
Chester South and Eddisbury est une circonscription électorale anglaise créée en 2024, située dans le Cheshire et représentée à la Chambre des communes du Parlement britannique par Aphra Brandreth.

## Géographie
La circonscription s'étend à l'extrémité sud du Cheshire et comprend Acton, Acton Bridge, Alpraham, Audlem, Buerton, Bulkeley, Bundbury, Burland, Burwardsley, Calveley, Cholmondeston, Church Minshull, Clotton, Clutton, Crowton, Cuddington, Faddiley, Hankelow, Kelsall, Marbury, Norley, Pulford, Sound, Tarporley, Utkinton, Weaverham, Wettenhall, Willington, Worleston, Wrenbury et Wybunbury, ainsi que les quartiers de Chester situés au sud de la Dee, comme Christleton et Huntington.

## Membres du Parlement
| Élection | Élection | Membre          | Parti        | Portrait |
| -------- | -------- | --------------- | ------------ | -------- |
|          | 2024     | Aphra Brandreth | Travailliste |          |